# Ambrogio Merodio
Ambrogio Merodio (Tarente, vers 1590 – 1684) est un historien et théologien augustinien italien.

## Biographie
Né au début des années 1590, il opta pour la vie monastique et entra comme novice dans le cloître des Augustins de Tarente. Il s'illustra très tôt par ses connaissances théologiques. Diplômé maître en théologie, il prit part au chapitre général des Augustiniens à Rome en 1616, avec la fonction de discretus de sa province.
Vers 1660 il fut affecté en Sardaigne avec la charge de docteur collégial de l'Université Générale de Sardaigne à Cagliari et de Définiteur de la province augustinienne de Sardaigne, ce qui lui permit de siéger de plein droit au chapitre général romain de 1661.
En 1665, il repartit pour Tarente où il exerça les fonctions de théologien de l'ordre diocésain et se consacra à la composition de son Histoire de Tarente, achevée entre 1681. En 1682, il prononça l’oraison funèbre de l'archevêque de Tarente, Tommaso Sarria. Peu après il fut élu provincial des Pouilles et mourut en 1684.